# Rue des Dix-Petites-Anarchistes
La rue des Dix-Petites-Anarchistes est une voie de Saint-Imier. 

## Description

### Dénomination
Auparavant rue de l'Est, la rue des Dix-Petites-Anarchistes est nommée depuis septembre 2022 ainsi, en référence au roman éponyme Dix Petites Anarchistes de l’écrivain Daniel de Roulet, qui a vécu à Saint-Imier dans son enfance,,.

## Historique
Le 16 septembre 2022 la rue de l’Est est renommée rue des Dix-Petites-Anarchistes, dans une « démarche initiée en 2020 visant à renforcer la présence de la femme dans l’espace public »,.